# Shawn Johnson
Shawn Johnson East (n. 19 ianuarie 1992, Des Moines, Iowa, SUA) este o gimnastă artistică americană, medaliată olimpică. A participat la o ediție a Jocurilor Olimpice (2008) în care a câștigat o medalie de aur și 3 medalii de argint.